# Иво Шусте
Иво Шусте (Сплит, 16. децембар 1903 — Загреб, 22. фебруар 1977) био је хрватски фудбалер и фудбалски тренер, веслач, новинар и пливач. Играо је на позицији голмана, а после је играо и у нападу. Након што је престао играти фудбал, радио је као новинар.

## Каријера
Тренирао је веслање у Гусару из Сплита. 1923. је играо у саставу Хајдука из Сплита који је био државни првак. У Хајдуку је био од 1920. до 1924. године. Због школовања је отишао у Загреб. Тамо је играо за Конкордију за коју је играо до 1926. године, након чега ради као новинар. Посао га је одвео у Београд де је био дописник новина из Загреба. 1934. је постао тренер југословенске репрезентације. Југославију је водио са тројицом тренера, за избор играча с Матом Миодраговићем из Београда и Петром Плешом из Загреба. Први пут је водио 26. августа у Београду против Пољске, а задњи пут 1. јануара 1935. у Атини против Румуније.
Јесени 1938. је био део акцијског одбора који је био састављен ради реорганизовања хрватског фудбала у самосталну репрезентацију и одвајања хрватског спорта од југословенског. У њему су били: Иво Краљевић из Грађанског, Маријан Дујмовић и Луцијан Ковачић из ХАШК-а, Иво Шусте из Хајдука, Богдан Цувај из Конкордије.  Постао је утемељивач хрватске спортске слоге, врховног спортског тела Бановине Хрватске, у којој је постао тајником скупа с Јосипом Хорватом. Радио је до 7. априла 1941. године. Успоставом НДХ, једном је ишао у министарство на размену мишљења код представника за спорт Јосипа Миљковића заједно с Тихомиром Мајценом и Ивом Краљевићем. До обнове Хајдука није био више укључен у спорт.
Кад је Хајдук обнављао свој рат у Другом светском рату, Шусте је био у Загребу. Био је у другој групи играча којима се упутило позив за одлазак на Вис обновити Хајдук: Иво Шусте, Фабјан Калитерна, Анте Бакотић, Тончи Боначић, Гајо Рафанели, Шиме Милутин, Анте Кесић, Јосип Лин, Ратко Кацијан, Звоне Коцеић Пићо, Вељко Подује, Владо Крагић, Иво Курир, Ђуро Пуришић. Шусте се одазвао позиву.
После рата био је био пливач. Много је допринео успесима Младости. Председавао је Хрватским пливачким савезом.
Рођак је хрватског председника Матице хрватске Игора Зидића. Још док је Зидић био студент историје уметности, Шусте му је поклонио писаћи строј.
Из Шустине оставштине је остао Хрватски спортски музеј који је преузео пливачки клуб – ХАШК 1913.